# Katastrofa belgijskiego autokaru pod Sierre
Katastrofa belgijskiego autokaru pod Sierre – katastrofa drogowa, która wydarzyła się 13 marca 2012 roku na autostradzie A9 w okolicach miasta Sierre w kantonie Valais w Szwajcarii. W katastrofie zginęło 28 osób, a 24 osoby zostały ranne. 
Belgijski autokar uderzył w ścianę kończącą zatokę awaryjną w tunelu na autostradzie w pobliżu miejscowości Sierre. Do zdarzenia doszło o godzinie 21:15. Autokarem podróżowały 52 osoby, uczniowie i opiekunowie z miasteczek Lommel i Heverlee. Wszyscy wracali z obozu narciarskiego w Val d'Anniviers w szwajcarskich Alpach. 
Akcja ratunkowa trwała całą noc. Rannych przetransportowano do okolicznych szpitali. Najciężej ranni trafili do szpitali w Lozannie oraz Bernie. 
W wyniku zderzenia, śmierć poniosło 28 osób, w tym 22 dzieci w wieku 11–12 lat, oraz czworo opiekunów i dwóch kierowców pojazdu; 24 osoby zostały ranne.
Przyczyny katastrofy bada prokuratura w Sierre. 16 marca został ogłoszony w Belgii dniem żałoby narodowej. 

## Ofiary śmiertelne
| Kraj     | Pasażerowie | Ofiary śmiertelne |
| -------- | ----------- | ----------------- |
| Belgia   | 40          | 22                |
| Holandia | 10          | 6                 |
| Niemcy   | 1           | 0                 |
| Polska   | 1           | 0                 |
| Razem    | 52          | 28                |